# Juliopol (województwo lubelskie)
Juliopol – wieś w Polsce położona w województwie lubelskim, w powiecie parczewskim, w gminie Siemień. Leży przy drodze wojewódzkiej nr 815.
W latach 1975–1998 miejscowość administracyjnie należała do województwa bialskopodlaskiego.
Wieś stanowi sołectwo w gminie Siemień. Według Narodowego Spisu Powszechnego z roku 2011 wieś liczyła 319 mieszkańców.
W Juliopolu znajduje się Szkoła Podstawowa im. Henryka Sienkiewicza, jednostka Ochotniczej Straży Pożarnej oraz kaplica parafialna. Wierni Kościoła rzymskokatolickiego należą do parafii św. Mikołaja i św. Zofii w Brzeźnicy Książęcej.

## Części wsi
| SIMC    | Nazwa            | Rodzaj             |
| ------- | ---------------- | ------------------ |
| 0019258 | Juliopol-Kolonia | część miejscowości |

## Historia
Juliopol w wieku XIX stanowił kolonię w powiecie radzyńskim ówczesnej gminie Czemierniki. Była tu wówczas szkoła elementarna. Wieś posiadała 52 domy i 414 mieszkańców z gruntem 923 mórg. (opis podaje Bronisław Chlebowski SgKP)
II Wojna Światowa
- W dniu 18 lipca 1944(dts) w okolicach Juliopola odbyła się zwycięska bitwa 27 Wołyńskiej Dywizji Piechoty AK.